# Mantis religiosa
Bogomoljka (лат. Mantis religiosa) je Insekt iz reda Mantodea. Jedna je od najpoznatijih i najrasprostranjenijih vrsta pomenutog reda.
Ovo je primer kada se ime istovremeno pripisuje zasebnoj vrsti insekta i većim grupama međusobno srodnih insekata. „Bogomoljke“ se danas odnosi na red insekata Mantodea, kao i na sve porodice, rodove i vrste u okviru istog.

## Opis
Odrasle ženke dostižu dužinu od 5 do 8 cm, dok su mužjaci nešto kraći. Oči i antene mužjaka izraženije odnosno duže nego kod ženki. Boja egzoskeleta varira od jarko zelene do žutomrke. Vrsta se lako prepoznaje po kružnom crnom regionu lociranom na ventralnom delu prvog segmenta prednjih ekstremiteta.
Mužjaci su češće aktivniji i pokretniji od ženki, iako su ženke dosta snažnije od mužjaka. Shodno morfologiji tela, samo mužjaci i mlade ženke mogu da lete, dok su starije ženke krupnije- što im otežava letenje.

## Rasprostranjenost
Bogomoljka je autohtona za Evropu, Aziju i Afriku. 1899. godine je introdukovana u Severnu Ameriku prilikom prenosa rasadnika biljaka iz Evrope. Danas je česta vrsta širom SAD-a i Kanade.

### Podvrste
- Mantis religiosa beybienkoi nađena u Kazahstanu, Tadžikistanu, Mongoliji i Zapadnosibirskoj niziji.
- Mantis religiosa caucasica nađena u Stavropolju.
- Mantis religiosa eichleri nađena u Etiopiji, Mauritaniji, Senegalu, Gani, Kongu, Keniji, Kamerunu, Nigeru, Somaliji, Sudanu, Tanzaniji, Zimbabveu i Anadoliji.
- Mantis religiosa inornata nađena u Indiji i Iranu.
- Mantis religiosa langoalata nađena u Uzbekistanu.
- Mantis religiosa latinota nađena u Kazahstanu.
- Mantis religiosa macedonica nađena u Makedoniji.
- Mantis religiosa polonica nađena u Poljskoj i Rusiji.[тражи се извор]
- Mantis religiosa religiosa nađena u SAD-u (introdukovana) i širom Evrope.
- Mantis religiosa siedleckii nađena u Jugoistočnoj Aziji.
- Mantis religiosa sinica nađena u Kini, Japanu, Južnoj Koreji, Vijetnamu i Istočnoj Africi.